# Víðir Garði
Knattspyrnufélagið Víðir (deutsch: Fußballverein Víðir), auch bekannt als Víðir Garði, ist ein isländischer Fußballverein aus dem im Südwesten Islands gelegenen Ort Garður.

## Geschichte
Víðir Garði gründete sich am 11. Mai 1936. Lange Zeit spielte die Mannschaft nur im unterklassigen Bereich, ehe sie Ende 1982 in die zweitklassige 2. deild karla aufstieg. Am Ende der Spielzeit 1984 gelang nach zwei Jahren Ligazugehörigkeit der Aufstieg in die Erstklassigkeit. Nach einem achten und einem siebten Tabellenplatz stieg die Mannschaft nach drei Jahren am Ende der Spielzeit 1987 gemeinsam mit Tabellenschlusslicht FH Hafnarfjörður ab, dabei verpasste sie den Klassenerhalt punktgleich mit Aufsteiger Völsungur Húsavík bei gleicher Anzahl geschossener Tore aufgrund eines mehr kassierten Gegentores denkbar knapp. Im selben Jahr erreichte die Mannschaft das Endspiel um den Landespokal, Fram Reykjavík deklassierte den Klub jedoch mit einem 5:0-Finalerfolg nahezu.
In den beiden dem Erstligaabstieg folgenden Zweitligaspielzeiten belegte Víðir Garði jeweils den dritten Tabellenplatz, ehe mit nur einer Saisonniederlage am Ende der Spielzeit 1990 als Zweitligameister die Rückkehr ins isländische Oberhaus gelang. Hier war die Mannschaft jedoch nahezu chancenlos und gewann nur zwei Saisonspiele der Erstligaspielzeit 1991 und beendete die Saison auf dem letzten Tabellenrang. In der folgenden Spielzeit wurde der Verein in die Drittklassigkeit durchgereicht und spielte – abgesehen von mit dem direkten Wiederabstieg verbundenen Kurzaufenthalten in der zweiten Liga in den Spielzeiten 1995 sowie 1999 – fortan wieder im unterklassigen Ligabereich. 